# Dactylanthera fournieri
Dactylanthera fournieri är en orkidéart som först beskrevs av E.Royer, och fick sitt nu gällande namn av Julian Mark Hugh Shaw. Dactylanthera fournieri ingår i släktet Dactylanthera, och familjen orkidéer. Inga underarter finns listade i Catalogue of Life.